# Michail Olegowitsch Jefremow

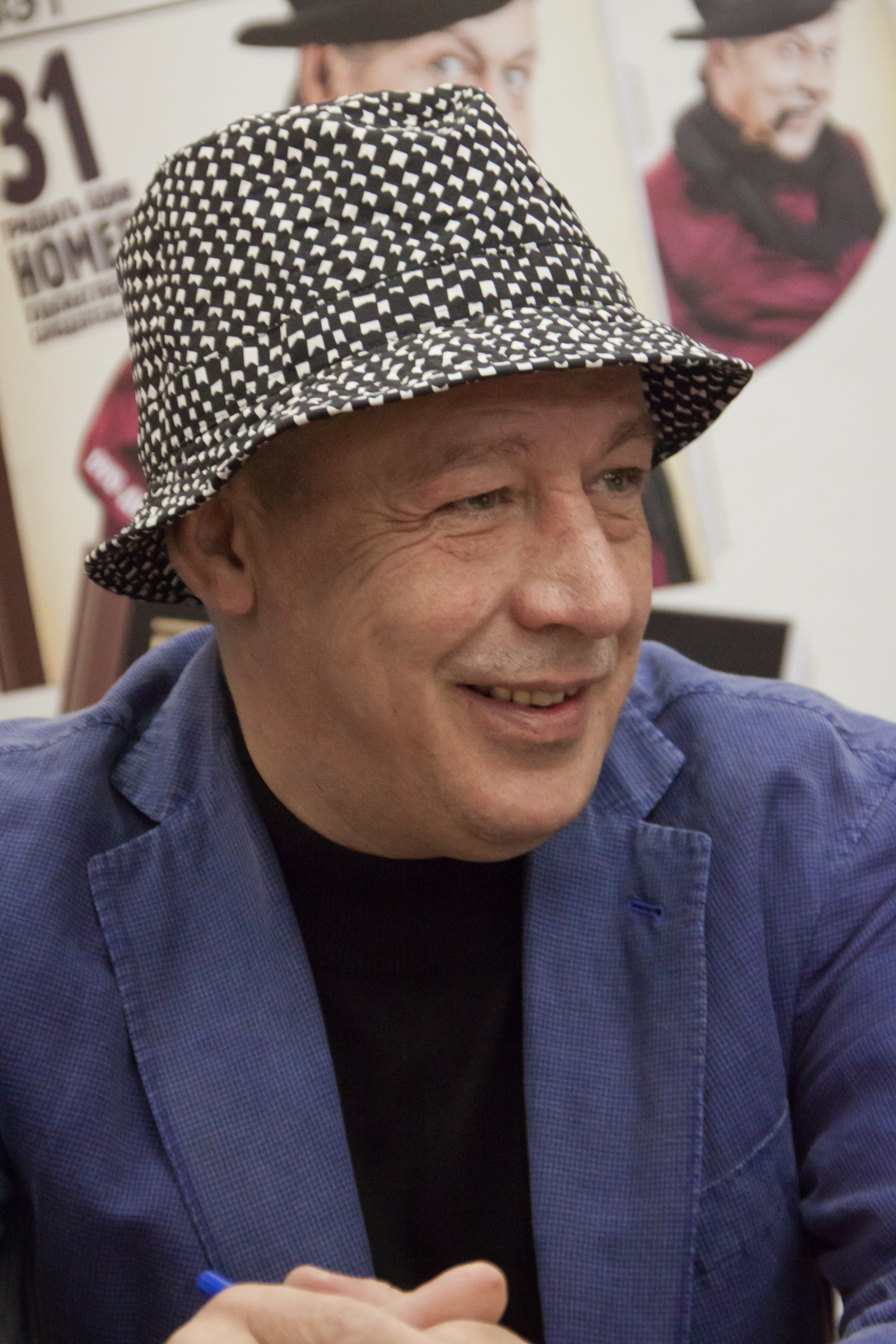
Michail Jefremow am 26. Mai 2012

Michail Olegowitsch Jefremow, auch Mischa Jefremow (russisch Михаил Олегович Ефремов; * 10. November 1963 in Moskau), ist ein russischer Filmschauspieler und  Theaterregisseur, der auch im Rundfunk und Fernsehen präsent ist.

## Leben und Wirken
Mischa, Sohn des Schauspielers Oleg Jefremow und der Schauspielerin Alla Pokrowskaja, debütierte als Filmschauspieler bereits dreizehnjährig in Die Tage des Chirurgen Mischkin. Zuvor war der Schuljunge im Tschechow-Kunsttheater Moskau aufgetreten.
1982–1984 diente Michail Jefremow in der Luftverteidigung der Roten Armee.
1987 absolvierte er die Schule des oben genannten Moskauer Kunsttheaters, setzte seine Moskauer Bühnenkarriere bis 1996 fort und trat in genanntem Hause 1996 und 1998 auch mit Arbeiten als Regisseur hervor. Als Regisseur war er zudem 2008 im Moskauer Theater  Sowremennik tätig.
2009–2010 wirkte Michail Jefremow im Perwy kanal in der Talkshow Warte auf mich! mit.
2011–2012 trat er im Echo Moskwy als Rezitator der Werke jüngerer Poeten auf.
2013 war er auf dem Kanal Doschd in der Serie Herr Tüchtig zu sehen.
200-2012 veröffentlichte Michail Jefremow fünf Musikvideos; zum Beispiel eines mit Leonid Agutin.
Seit 2006 sitzt er in der Jury der Wysschaja liga KWN (etwa: Oberliga für russischen Humor).
Am 8. Juni 2020 verursachte Michail Jefremow im betrunkenen Zustand einen Autounfall im Zentrum von Moskau, an dessen Folgen ein Mann verstarb. Gegen Jefremow wurde ein Verfahren eröffnet. Er wurde zu 8 Jahren Haft verurteilt.
Michail Jefremow ist mit der Musikdozentin Sofja Kruglikowa verheiratet. Das Paar hat die Kinder  Vera, Nadeshda und Boris. Aus  vier vorherigen Ehen hat Michail Jefremow die Kinder Nikita, Nikolai und Anna-Maria.

## Ehrungen
- 1995 Verdienter Künstler der Russischen Föderation
- 2001 Staatspreis der Russischen Föderation
- 2007 russischer Filmpreis Goldener Adler: Bester männlicher Kinoschauspieler für seine Rolle in dem Film 12.
- 2009 Bester Schauspieler auf dem 17. Wyborger Filmfestival für seine Rolle als Waretschka in dem Film Mietzekatze (Кошечка).

## Filmographie (Auswahl)
- 1976: Mischkin als Kind in Die Tage des Chirurgen Mischkin (Дни хирурга Мишкина), Regie Wadim Sobin
- 1978: als Petja Kopeikin in Wenn ich ein Riese wär (Когда я стану великаном), Regie Inessa Tumanjan
- 1981: als Andrei Loskutow in Alles verdreht (Всё наоборот), Regie Wladimir Grammatikow
- 1987: als Michail Rubzow in Der Erpresser (Шантажист), Regie Waleri Kurykin
- 1988: Titelrolle in Der edle Räuber Wladimir Dubrowskij (Благородный разбойник Владимир Дубровский), Regie: Wjatscheslaw Nikiforow
- 1991: als Zar Peter III. in Viva Gardes-Marines! (Виват, гардемарины!), Regie: Swetlana Druschinina
- 1996: als Timocha Jagin in Midlife-Crisis (Кризис среднего возраста), Regie Garik Sukatschow
- 1996: als Karl IX. in Die Königin Margot (Королева Марго), Regie Alexander Muratow
- 1999: als Museumsdirektor Soplygin in Das Dossier des Detektivs Dubrowskij (Д. Д. Д. Досье детектива Дубровского), Regie Alexander Muratow
- 2000: als Kerenski in Die Romanows: Eine gekrönte Familie (Романовы. Венценосная семья), Regie: Gleb Panfilow
- 2000: als Oberleutnant Alexei Schgut in Die Grenze. Ein Taiga-Roman (Граница. Таёжный роман), Regie Alexander Mitta
- 2001: als Dsjuba in Feiertag (Праздник), Regie Garik Sukatschow
- 2002: als Wowan in In Bewegung (В движении), Regie Filipp Jankowski
- 2002: als Bankier Michail Chondatschew in Antikiller (Антикиллер), Regie Jegor Kontschalowski
- 2003: als Korytnikow in Das Revier (Участок), Regie Alexander Baranow
- 2004: als Ediks Vater in Russisches (Русское), Regie Alexander Weledinski
- 2005: als demobilisierter und wieder neu angeworbener Sergeant in Die Neunte Kompanie (9 рота), Regie Fjodor Bondartschuk
- 2005: als Chefdetektiv Jewstrati Mylnikow in Der Regierungsrat (Статский советник), Regie Filipp Jankowski
- 2006: als Dorochow, Polizeichef in der Provinz, in Piranha (Охота на пиранью), Regie Andrei Kawun
- 2006: als Keschas Vater in Keiner weiß etwas über Sex (Никто не знает про секс), Regie Alexei Gordejew
- 2007: als Geschworener Nr. 8 in 12, Regie Nikita Michalkow
- 2007: als Gefängnisdirektor in Paragraf 78 (Параграф 78), Regie Michail Chleborodow
- 2007: als Omeltschenko in Leningrad (Ленинград), Regie Alexander Burawski
- 2007: als Gusjatnikow in Die Schauspielerin (Артистка), Regie Stanislaw Goworuchin
- 2007: als Vater Innokenti in Wahltag (День выборов), Regie Oleg Fomin
- 2007: als Väterchen Frost in Ironie des Schicksals. Die Fortsetzung (Ирония судьбы. Продолжение), Regie Timur Bekmambetow
- 2009: als Vater des Matrosen in Das allerbeste Movie 2 (Самый лучший фильм 2), Regie Oleg Fomin
- 2009: als 34. Krieger in Das Buch der Meister (Книга мастеров), Regie Wadim Sokolowski
- 2010: als Senka in Das Olympische Dorf (Олимпийская деревня), Regie Alexander Sucharew
- 2011: als  Leonid Asadowski in Generation P Generation (П), Regie Wiktor Ginsburg
- 2012: als Kondratow in Seelenlos. Die Geschichte eines irrealen Menschen (Духless. Повесть о ненастоящем человеке), Regie Roman Prygunow
- 2013: als Dudikow in Zombie Fieber (Zомби каникулы), Regie Kirill Kemniz
- 2013: als Polizeimeister in Keine Angst, ich bin bei euch! 1919 (Не бойся, я с тобой! 1919), Regie Juli Gusman
- 2013: als Filmregisseur Fjodor Kriwizki in Tauwetter (Оттепель), Regie Waleri Todorowski
- 2014: als Hotelmanager in Kidnapping auf Kaukasisch (Кавказская пленница!), Regie Maxim Woronkow
- 2015: als Bräutigam in Über die Liebe (Про любовь), Regie Anna Melikjan
- 2016: Titelrolle in Ermittler Tichonow (Следователь Тихонов), Regie Sergei Sneschkin,
- 2016: als Vater Innokenti in Wahltag 2 (День выборов 2), Regie Alexander Barschak
- 2016: als Schuldirektor Wladimir Dronow in Ein guter Junge (Хороший мальчик), Regie Oksana Karas
- 2016: als Trinker Grigori Schtutschny – ehemaliger Arzt und nun Wachmann in der Klinik – in Besoffen in der Firma (Пьяная фирма), Regie Grigori Konstantinopolski